# Biserica Iezuiților din Lucerna
Biserica Iezuiților, cu hramul Francisc Xavier, este un monument situat în centrul istoric al orașului Lucerna.